# Cercospora mikaniicola
Cercospora mikaniicola är en svampart som beskrevs av F. Stevens 1917. Cercospora mikaniicola ingår i släktet Cercospora och familjen Mycosphaerellaceae.   Inga underarter finns listade i Catalogue of Life.